# Walls Castle
Walls Castle är ett slott i Storbritannien.   Det ligger i grevskapet Cumbria och riksdelen England, i den centrala delen av landet, 400 km nordväst om huvudstaden London. Walls Castle ligger 17 meter över havet.
Terrängen runt Walls Castle är platt åt nordväst, men åt sydost är den kuperad. Havet är nära Walls Castle åt sydväst. Runt Walls Castle är det ganska tätbefolkat, med 86 invånare per kvadratkilometer. Närmaste större samhälle är Egremont, 16,4 km nordväst om Walls Castle. Trakten runt Walls Castle består i huvudsak av gräsmarker.